# Françoise Pitel
Françoise Pitel, född 1662, död 1721, var en fransk skådespelare.  Hon var känd under artistnamnet Mademoiselle Raisin på Comédie-Française i Paris, där hon var engagerad 1680-1701. 

## Biografi
Françoise Pitel blev 1679 medlem av det kungliga teatersällskapet i Hôtel de Bourgogne (teater), som året därpå omvandlades till Comédie-Française. 
Hon var en av de mest uppmärksammade scenartisterna, och spelade framgångsrikt hjältinnor i komedier och prinsessor i tragedier.
Hon övertalades år 1701 att pensionera sig för att bli mätress åt kronprinsen, Ludvig av Frankrike (1661–1711); när han dog 1711 fick hon en pension.